# 5/7 Boulevard
Le 5/7 Boulevard était une émission radiophonique diffusée sur France Inter de septembre 2010 à juin 2011  du lundi au vendredi de 17 heures à 19 heures (d'où son nom). Ce « magazine consacré à la vie culturelle, aux débats d’idées, aux mouvements sociaux qui caractérisent l’époque ou la bousculent » était animé par Philippe Collin, Xavier Mauduit, François Busnel et Frédéric Pommier.

## Programme
Il contenait dans sa première partie Le grand entretien animé par François Busnel qui reçoit une personnalité culturelle pendant environ 35 minutes. Suivait ensuite le pop-corner de Frédéric Pommier, un journal de culture, et le zapping des actualités d'Ivan Beaugelet. Après le journal de 18h, l'émission se terminait par Le magazine de 18h15 à 19h avec Philippe Collin et Xavier Mauduit, créateurs de Panique au Mangin Palace qui « mettaient en scène l'actualité de l'époque ». Ils avaient toujours avec eux quelques chroniqueurs et deux invités pour parler de l'actualité de ce monde « pour explorer avec vélocité et gaieté les grands sujets du jour ».

## Audience et concurrence
Sur la tranche d'écoute du soir (17h/20h), le 5/7 Boulevard arrivait en deuxième position avec une moyenne de 1 300 000 auditeurs depuis septembre, devant Europe 1 avec 1 093 000 auditeurs mais derrière RTL avec 1 474 000 auditeurs.

## Générique
Le générique est un remix de Ethnic Majority de Nightmares On Wax[réf. souhaitée]

## Évolution
À la rentrée 2011, le 5/7 Boulevard est devenu Downtown.

## Sources
- (fr) Site de l'émission